# 구지군

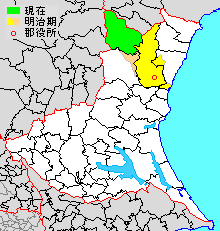
구지 군의 위치

구지군(일본어: 久慈郡, くじぐん)은 일본 이바라키현에 있는 군이다.
인구 13,777명, 면적 325.76km², 인구밀도 42.3명/km².(2025년 3월 1일, 추계인구)
이하 1정으로 구성된다.
- 다이고정(大子町)

## 군역
1878년 행정 구역으로 발족 당시의 군역은 위의 1정 외에 아래의 구역에 해당한다.
- 히타치오타시 전역
- 히타치시의 일부
- 히타치오미야시의 일부

## 역사

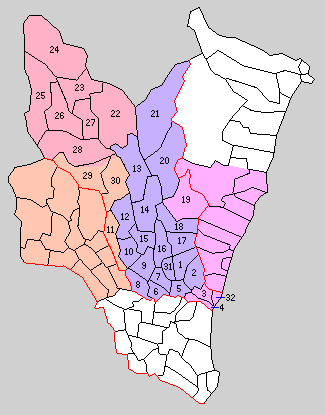
1.하타소메촌 2.세야촌 3.사카모토촌 4.히가시오자와촌 5.니시오자와촌 6.사키쿠촌 7.사타케촌 8.군도촌 9.구메촌 10.가나고촌 11.세키촌 12.가나사촌 13.게가노촌 14.소메와다촌 15.야마다촌 16.혼다촌 17.사토촌 18.가와치촌 19.나카사토촌 20.가미촌 21.오사토촌 22.나마세촌 23.미야카와촌 24.구로사와촌 25.요리가미촌 26.다이고촌 27.후쿠로다촌 28.가미오가와촌 29.시모오가와촌 30.모로토노촌 31.오타정 32.구지촌 (분홍:히타치시 보라:히타치오타시 등색:히티치오야마시 빨강:다이고정)

- 1889년(明治22年)4월 1일 - 정촌제 시행으로, 아래의 정촌이 발족. 따로 표기하지 않른 곳은 현재의 히타치오타시.(1정 31촌)
  - 하타소메촌(機初村)
  - 세야촌(世矢村)
  - 사카모토촌(坂本村): 현 히타치시
  - 히가시오자와촌(東小沢村): 현 히타치시
  - 니시오자와촌(西小沢村)
  - 사키쿠촌(幸久村)
  - 사타케촌(佐竹村)
  - 군도촌(郡戸村)
  - 구메촌(久米村)
  - 가나고촌(金郷村)
  - 세키촌(世喜村): 현 히타치오미야시
  - 가나사촌(金砂村)
  - 게가노촌(天下野村)
  - 소메와다촌(染和田村)
  - 야마다촌(山田村)
  - 혼다촌(誉田村)
  - 사토촌(佐都村)
  - 가와치촌(河内村)
  - 나카사토촌(中里村): 현 히타치시
  - 가미촌(賀美村)
  - 오사토촌(小里村)
  - 나마세촌(生瀬村): 현 다이고정
  - 미야카와촌(宮川村): 현 다이고정
  - 구로사와촌(黒沢村): 현 다이고정
  - 요리가미촌(依上村): 현 다이고정
  - 다이고촌(大子村): 현 다이고정
  - 후쿠로다촌(袋田村): 현 다이고정
  - 가미오가와촌(上小川村): 현 다이고정
  - 시모오가와촌(下小川村): 현 다이고정, 히타치오미야시
  - 모로토노촌(諸富野村): 현 히타치오미야시, 다이고정
  - 오타정(太田町)
  - 구지촌(久慈村): 현 히타치시
- 1890년 7월 3일 - 요리가미촌의 일부가 분리되어 사하라촌(佐原村)이 발족.(1정 32촌)
- 1891년 7월 20일 - 다이고촌이 정제 시행으로 다이고정(大子町)이 됨.(2정 31촌)
- 1894년 7월 20일 - 구지촌이 정제 시행으로 구지정(久慈町)이 됨.(3정 30촌)
- 1896년
  - 5월 20일 - 게가노촌의 일부가 분리되어 다카쿠라촌(高倉村)이 발족.(3정 31촌)
  - 7월 1일 - 군제 시행.
- 1954년 7월 15일 - 오타정이 사토촌·혼다촌·하타소메촌·니시오자와촌·사타케촌·사키쿠촌을 편입한 후 개칭 및 시제 시행으로 히타치오타시(常陸太田市)가 되어, 군에서 이탈.(2정 25촌)
- 1955년
  - 2월 11일 - 모로토노촌이 분리되어, 일부는 시모오가와촌, 잔여부는 나카군 야마가타정에 편입.(2정 24촌)
  - 2월 15일 - 구지정·사카모토촌·히가시오자와촌·나카사토촌이 히타치시에 편입.(1정 21촌)
  - 3월 1일(1정 18촌)
    - 세야촌 및 가와치촌의 일부가 히타치오타시에 편입.
    - 가와치촌의 잔여부가 소메와다촌에 편입.
    - 야마다촌·소메와다촌이 합병하여 스이후촌(水府村)이 발족.

  - 3월 31일(1정 9촌)
    - 다이고정·요리가미촌·후쿠로다촌·미야카와촌·사하라촌·구로사와촌·나마세촌·가미오가와촌 및 시모오가와촌의 일부가 합병하여 다이고정(大子町)이 발족.
    - 세키촌의 일부가 나카군 오미야정·다마가와촌·오가촌·오바촌·가미노촌 및시즈촌의 일부와 합병하여 나카군 오미야정(현 히타치오미야시)이 발족.
    - 세키촌의 잔여부·시모오가와촌의 잔여부가 나카군 야마가타정에 편입.

  - 4월 15일 - 군도촌·구메촌·가나고촌·가나사촌이 합병하여 가나사고촌(金砂郷村)이 발족.(1정 6촌)
- 1956년
  - 9월 1일 - 오사토촌·가미촌이 합병하여 사토미촌(里美村)이 발족.(1정 5촌)
  - 9월 30일 - 스이후촌·게가노촌·다카쿠라촌이 합병하여 스이후촌(水府村)이 발족.(1정 3촌)
- 1993년 11월 1일 - 가나사고촌이 정제 시행으로 가나사고정(金砂郷町)이 됨.(2정 2촌)
- 2004년 12월 1일 - 가나사고정·스이후촌·사토미촌이 히타치오타시에 편입.(1정)